# Chiesa di San Filippo di Fragalà

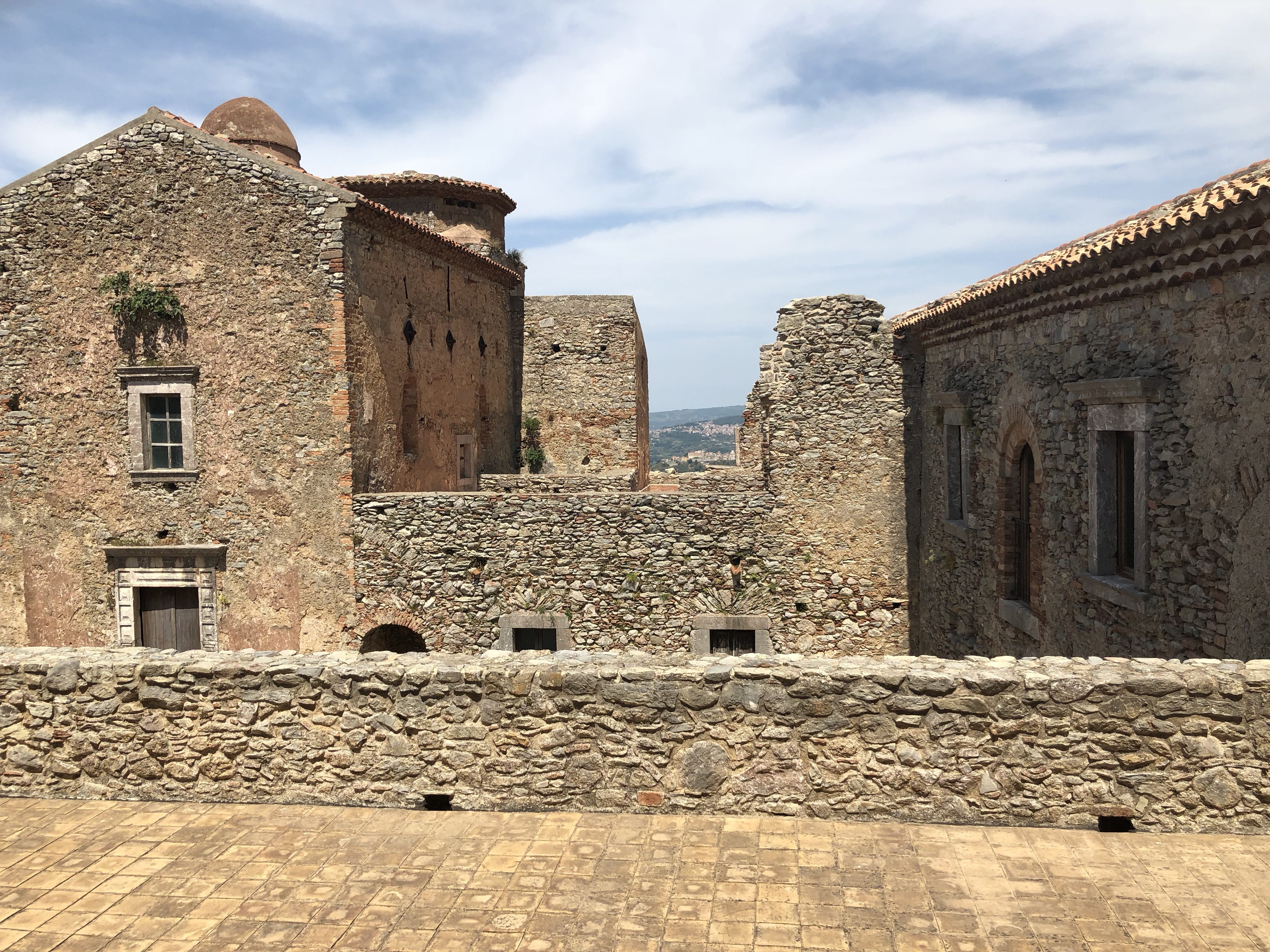
Il complesso monastico

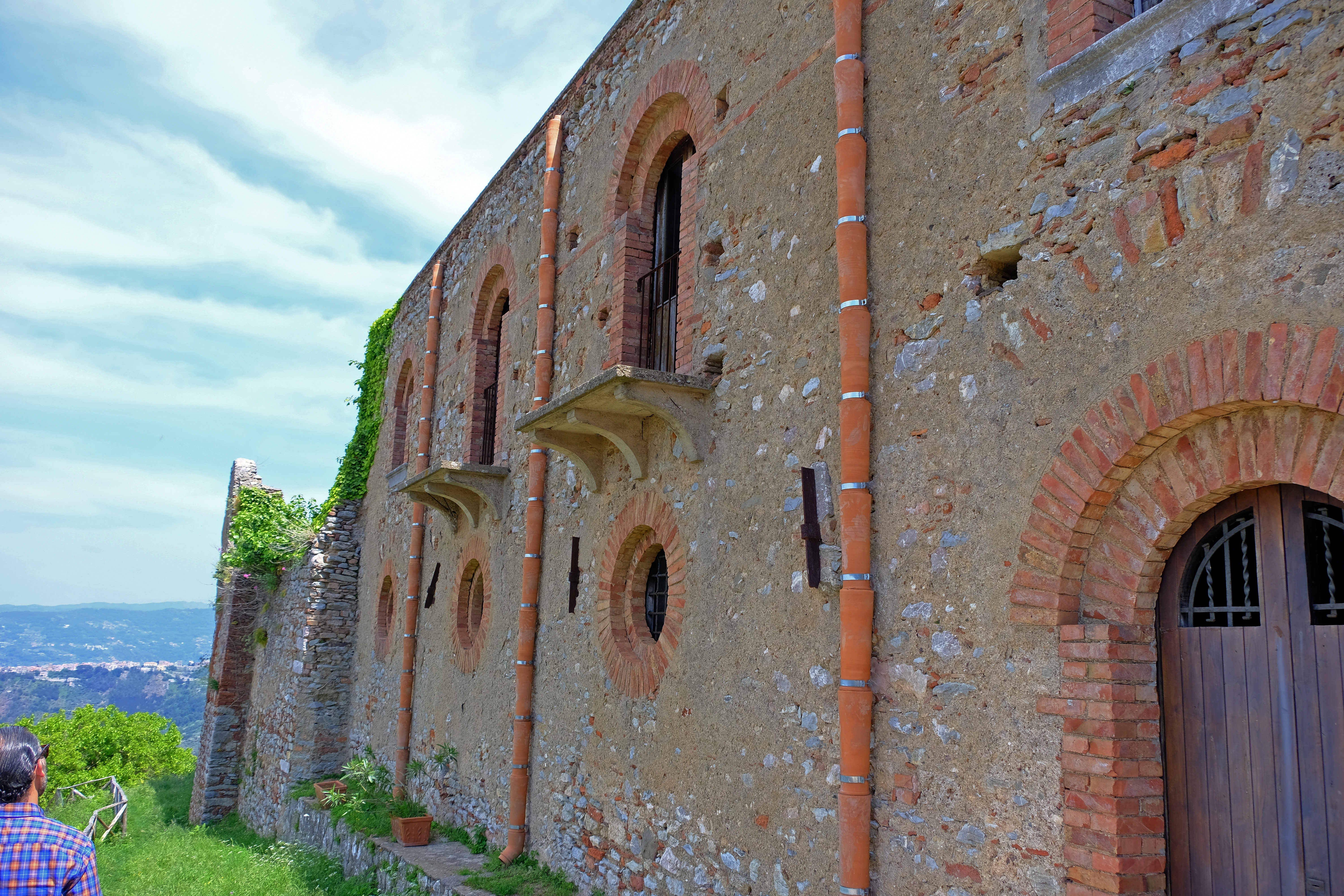
Prospetto ingresso

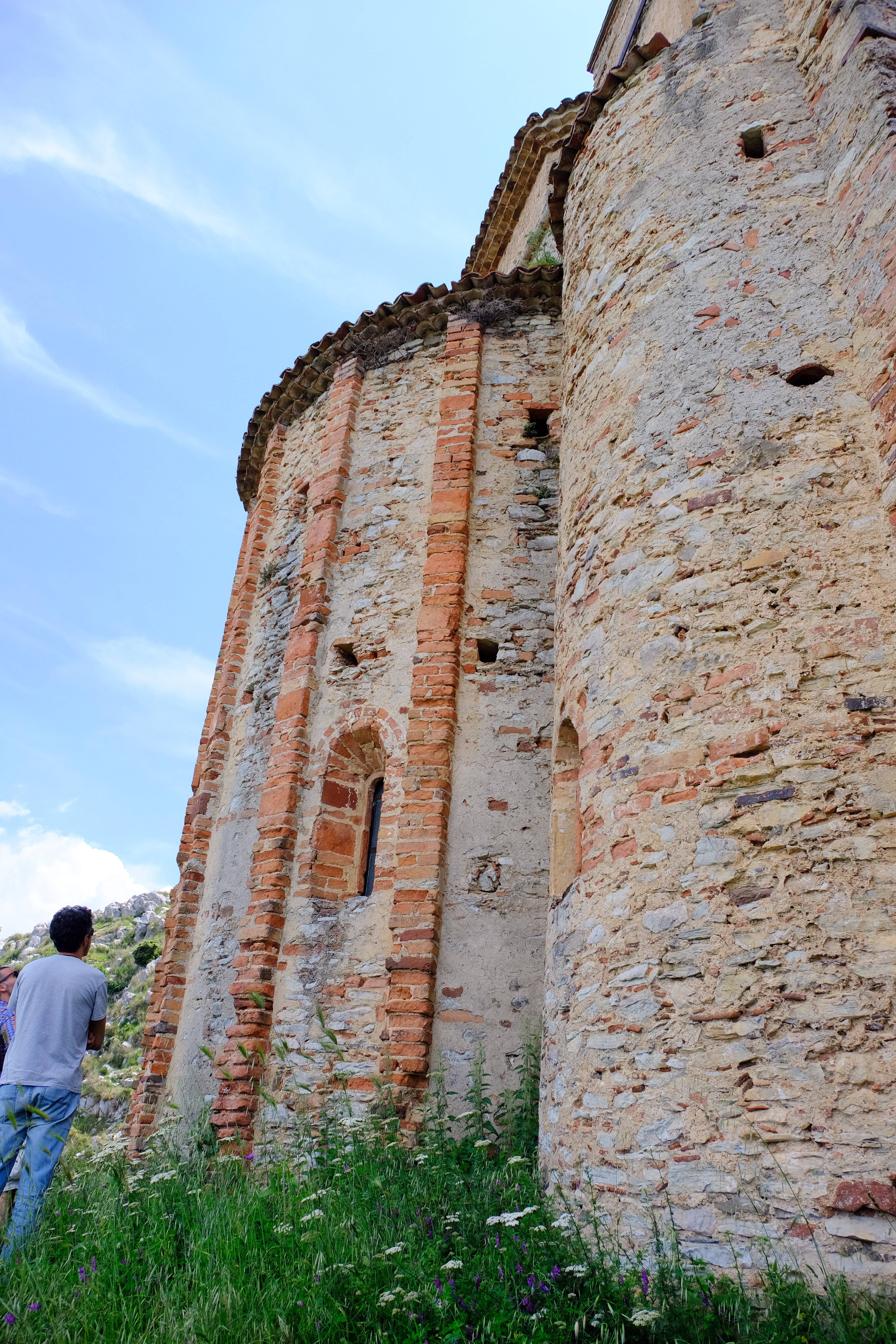
Abside

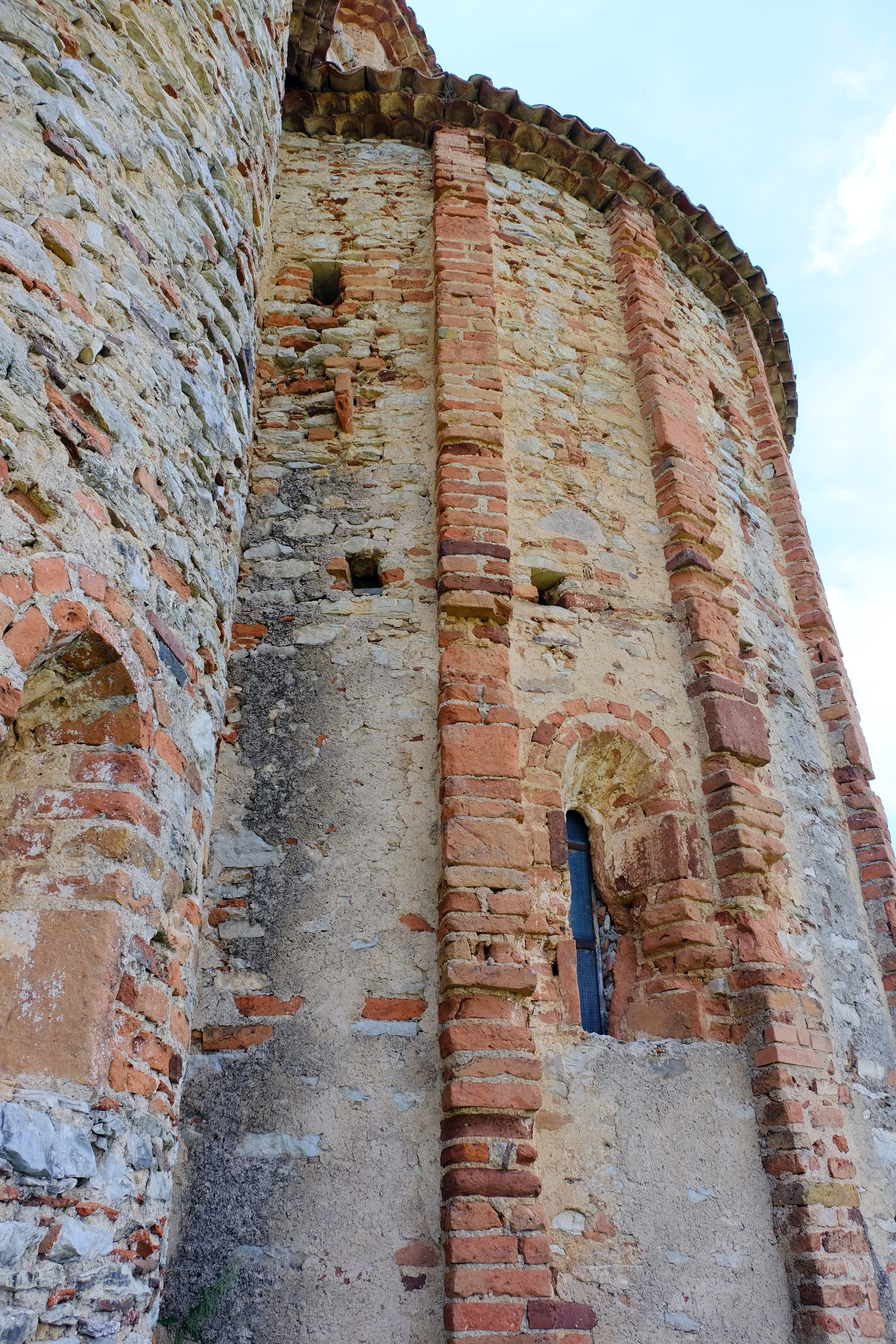
Abside

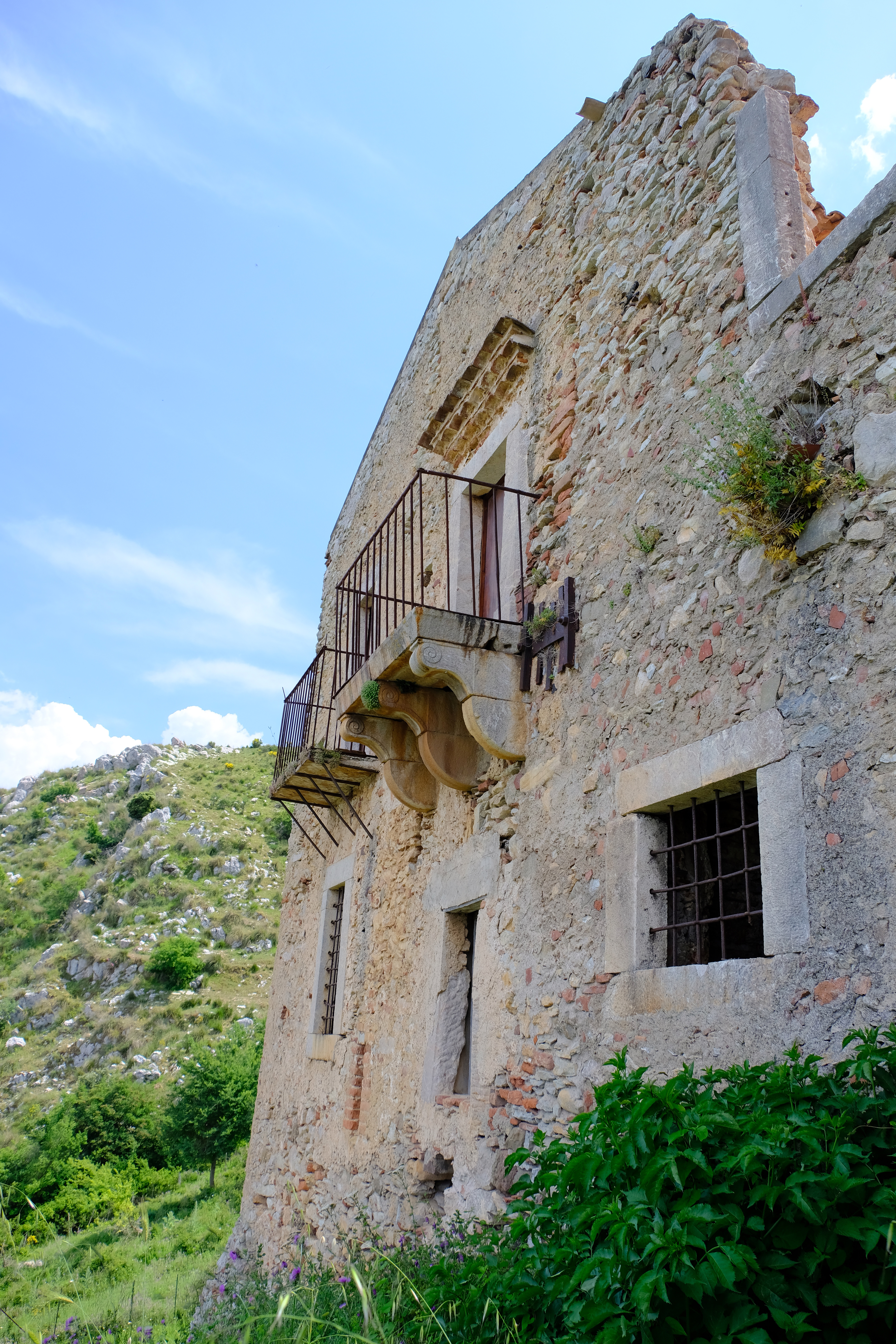
Balconi

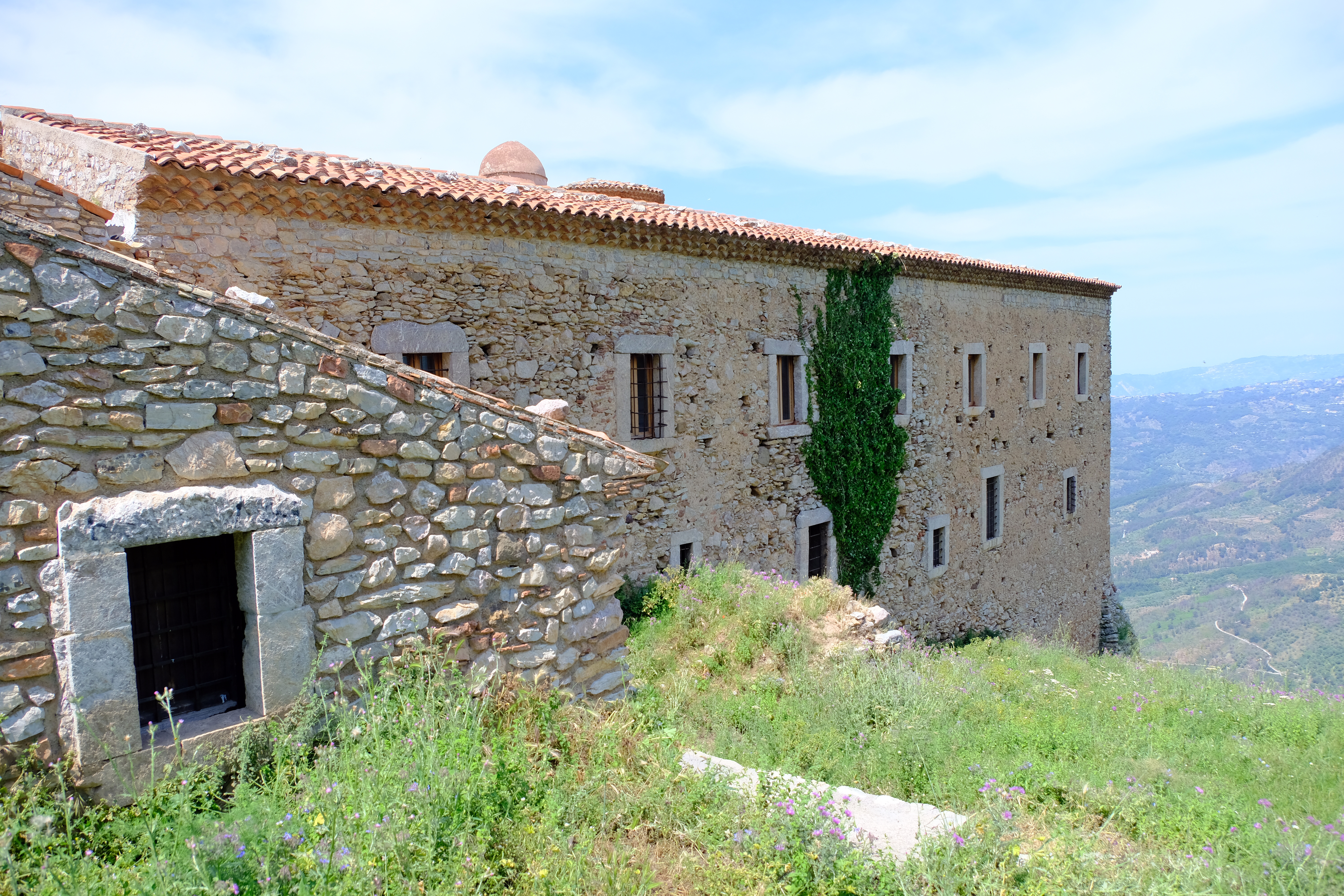
Ala celle dormitorio

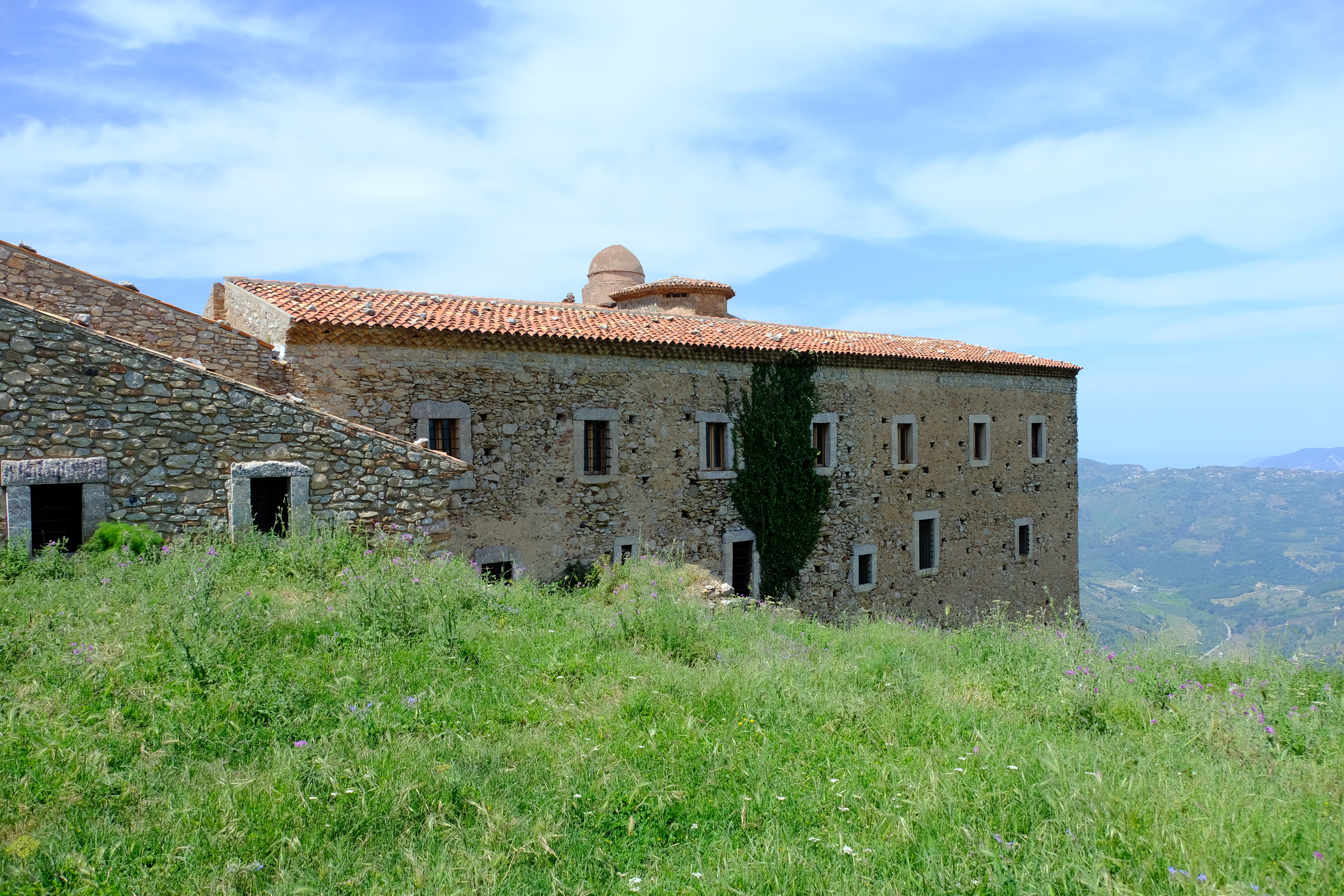
Ala celle dormitorio

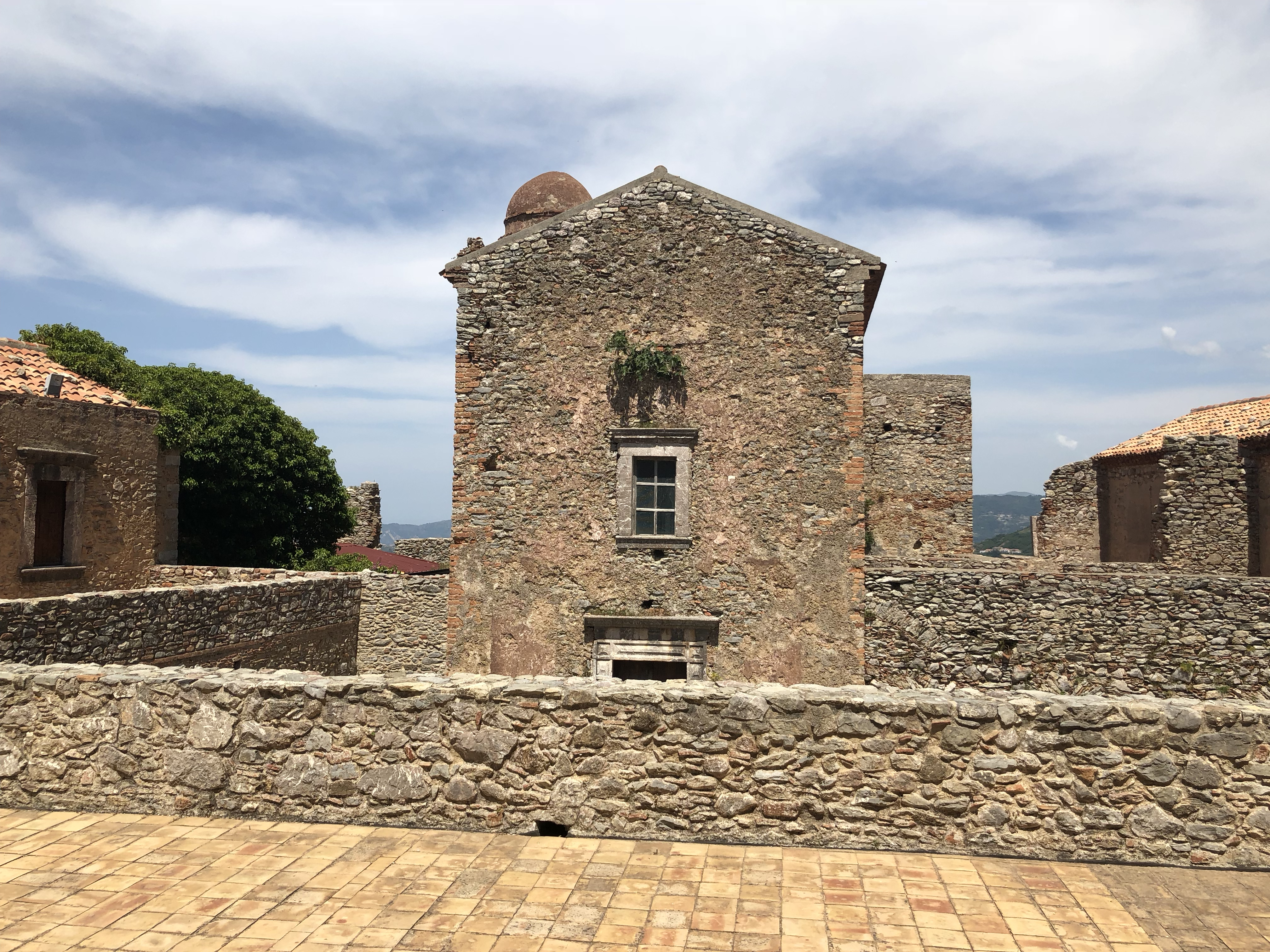
Prospetto chiesa

La chiesa di San Filippo di Fragalà con le strutture del primitivo monastero dell'Ordine basiliano, costituiscono un aggregato religioso ubicato in territorio di Frazzanò in Val Demone, Sicilia.

## Storia
A pochi chilometri dal centro abitato - arroccato sul monte Castro - sorge l'antico monastero italo - greco di San Filippo di Fragalà, detto anche di Demenna o di Melitiro, dedicato a San Filippo di Agira. Con la sua posizione domina le vallate dei monti Nebrodi, lungo il corso della via Francigena o Regia Trazzera.

### Epoca bizantino - araba
Istituto cenobitico basiliano di origini assai antiche, verosimilmente dedicato a San Nicola di Mira, la sua esistenza risale al 495. I religiosi, di rito bizantino, riconoscevano l'autorità del Papa.
In epoca araba, pur non subendo eccessive vessazioni, l'istituzione frazzanese ebbe a soffrire un periodo di decadenza.

### Epoca normanna
La costruzione dell'abbazia fu opera dell'abate igumeno Gregorio nel 1090 grazie alle volontà disposte e ai favori concessi dal conte Ruggero e dalla regina Adelasia, privilegi elencati in un diploma di rifondazione redatto nel 1145. Disposizioni e concessioni ampiamente documentate dallo storico benedettino Goffredo Malaterra e viaggiatore, cartografo arabo Muhammad al-Idrisi.
Centro culturale italo - greco, uno dei più importanti del meridione normanno. Patrocinato dagli ufficiali greci della corte, i suoi monaci lodavano ed elevavano "incessanti preghiere" a favore del conte Ruggero e consorte. La reggente e i successivi sovrani normanni confermarono il loro sostegno a questa istituzione che era posta sotto la loro diretta autorità.
Intorno al 1131 Ruggero II d'Altavilla lo pose, con gli altri monasteri siciliani di rito greco, sotto l'autorità dell'archimandrita del monastero del Santissimo Salvatore di Messina. Sempre al sovrano è dovuta la variazione del titolo, da San Nicola l'aggregato è dedicato al "siciliano" San Filippo d'Agira.
Completamente indipendente dal controllo dei vescovi, traeva le sue risorse economiche dai vasti possedimenti gestiti attraverso una rete di cellule o metochi ed altri piccoli monasteri assoggettati. L'area spaziava dal territorio messinese alle terre del versante settentrionale dell'Etna.
Il 27 novembre 1171 la regina Margherita di Navarra conferma all'abate Bonifacio tutti i diritti e privilegi concessi dal Conte Ruggero.

#### Cenobio
A tale istituzione facevano capo costruzioni o ricostruzioni di Cenobi, tutti elencati nel typikon dell'abate Gregorio, tra i quali figuravano i possedimenti e relative chiese di:
- Alcara li Fusi: monastero di San Barbaro di Demenna, monastero di Santa Maria del Rogato, metochio di San Nicola della Scala di Paleocastro;[5][7]
- Bronte: chiesa di Santa Madre di Dio della Guilla, San Marco, Santa Marina, San Giorgio Agrippadà;
- Castell'Umberto - Castania: metochio di Santa Maria;
- Frazzanò: metochio dell'Arcangelo Michele, metochio di San Giovanni Battista il Precursore, chiesa di Sant'Ippolito,[5][7] metochio di Santa Maria di Friganò, Santissima Trinità, chiesa di Tutti i Santi;
- Galati Mamertino: chiesa di San Pietro del Mueli a Trungali;
- Longi: metochio di Santa Maria di Monserrato;
- Maniace: abbazia di Santa Maria di Maniace;
- Mirto: chiesa di San Nicola del Pirgario o San Nicola dei Greci,[5] metochio di San Teodoro;
- Mistretta: monastero di Sant'Anastasia;
- Naso: chiesa di San Talleleo, chiesa di San Filochio o San Finachio, chiesa di San Pietro;
- San Fratello: metochio dei Santi Filadelfi o monastero dei Santi Alfio, Cirino e Filadelfio;
- San Marco d'Alunzio: San Basilio;
- Torrenova: monastero di San Pietro di Deca o di Veca;
- Troina: Sant'Andrea di Ambula, primitivo monastero di San Michele Arcangelo.

- Oliveri: chiesa di Sant'Elia di Scala.
- Piraino: chiesa di San Nicola de Ficu (Elafico o Serafico).[5]
- Raccuja: chiesa di San Nicola de Ficu (Elafico o Serafico),[5] eretto da Ruggero I d'Altavilla nel 1091.

In epoca normanna il monastero ospitava tra formazione religiosa o soggiorni, il monaco Lorenzo da Frazzanò, Luca di Demenna, Leoluca di Corleone, Vitale di Castronovo, Elia di Castronovo, San Cono di Naso. E ancora San Cristoforo da Collesano, i figli Saba il Giovane e Macario di Collesano, Kalì.
La chiesa della fine dell'XI secolo, strutture ancora visibili come parte degli fabbricati del monastero, fu costruita con pianta a T, con una sola navata, un transetto e tre absidi. Le pareti sono decorate con affreschi, oggi scarsamente conservati, risalenti al più tardi ai primi anni del XII secolo, che accomunano tradizioni bizantine, italo - greche e siculo - normanne, come evidenziato dal ciclo raffigurante episodi di vita di San Filippo di Agirà realizzati sulle parti superiori della navata.

### Epoca aragonese - spagnola
Il monastero decadde sotto la dinastia Aragona e perse la sua struttura architettonica iniziale durante le modifiche nel XVII secolo.
Il 12 aprile 1491 Ferdinando II d'Aragona e Papa Innocenzo VIII aggregano l'abbazia di San Filippo di Fragalà e l'abbazia di Santa Maria di Maniace con le rispettive dipendenze, pertinenze e rendite all'Ospedale Grande e Nuovo di Palermo.
Nel 1497 per disposizione di Papa Alessandro VI, in considerazione della permanente carenza di figure religiose idonee, concedeva ai rettori dell'Ospedale Grande e Nuovo, di sostituire i religiosi basiliani con rappresentanti dell'Ordine benedettino. Nel 1559 perdurando la mancanza di vocazioni degli ordini predetti, si concedeva il permesso di sostituire i religiosi delle due abbazie con appartenenti ad altri ordini religiosi anche mendicanti.

### Epoca post - unitaria
La sua biblioteca fu spostata dopo l'espropriazione dei beni nel 1866, nella cittadina di Frazzanò, le pergamene greche e latine del Tabulario del monastero - transitate nell'archivio dell'Ospedale Grande e Nuovo - sono adesso custodite presso l'Archivio di Stato di Palermo. Altri documenti sono custoditi presso l'Archivio di Stato di Messina.
Riscoperto nel 1887 nelle escursioni archeologiche da Antonio Salinas, restaurato tra il 1903 e il 1921 con la rimozione di ornamenti barocchi dalla chiesa, il sito fu studiato dal 1929 grazie ai numerosi documenti superstiti.

### Epoca contemporanea
Nel 2000 inizio campagne di restauro.
Nel 2010 e 2012 la ricerca è stata condotta da un team universitario franco - italiano.

## Architettura
L'intero aggregato ha un impianto a forma di quadrato irregolare. La chiesa insiste con le absidi a metà del lato rivolto a nord - est, i grandi corpi monastici sui lati contrapposti a nord - ovest e sud - est, l'ingresso quasi al vertice settentrionale del lato di sud - ovest. All'interno un cortile rettangolare con sviluppo maggiore sull'asse N - W / S - E.

### Monastero
Da un portaletto manieristico si perviene ad un cortile quadrangolare. Al piano inferiore sono magazzini (per la conservazione di grano, vino e olio), foresterie per i pellegrini, stalle per allevamento e per il bestiame dei viaggiatori, refettorio, cucine e laboratori. A livello intermedio chiesa e chiostro. Una scala in pietra conduce al primo piano del monastero ove sono ubicate le celle, dormitori e appartamenti.
Un portale ad arco in stile normanno comprendente due ghiere di mattoni e una fascia esterna delimitata da fasce - con decorazione a rombi - reca sulle facce interne degli stipiti, incisi su ciascun blocco di laterizio, i versi di una benedizione rivolta ai religiosi ed agli abitanti del luogo.
Nell'ala meridionale (in restauro) si trovano le celle e l'alcova dell'abate, in cima alla scalinata i resti di una fontana barocca conchigliforme, il cui rivestimento marmoreo è stato trafugato. Attraverso il terrazzo si passa ad un ampio e restaurato salone che un tempo costituiva la sala capitolare. Alcuni ambienti e il cortiletto sono utilizzati per mostre, attività teatrali e concertistiche.

### Chiesa
Sul lato orientale si trova la chiesa: dal portaletto marmoreo datato 1613, sulle fasce laterali a riquadri, in due di essi sono raffigurati le rappresentazioni del Bene e del Male.
Attraverso il varco si entra nella semplice aula, pavimentata con maioliche nasitane del XVI secolo, la pianta della chiesa è a croce commissa con una grossa abside centrale e due piccole absidi laterali (protesis e diaconicon) che recano bellissimi cicli di affreschi del XI – XII secolo. Mandorla con figura di Cristo, immagine della Vergine, raffigurazioni di angeli, vescovi, apostoli, monaci e l'abate Gregorio, scene tratte dal Vecchio e Nuovo Testamento.
Esternamente l'edificio presenta lesene in mattoni, il tamburo ottagonale in corrispondenza della crociera, una cupoletta sull'absidiola sinistra. Sul fianco sinistro un portaletto è decorato con elementi in cotto.
All'interno è presente una semplice edicoletta dedicata a Lorenzo da Frazzanò.

## Tabulario del Monastero
Tabulario:
- 1° testamento dell'egumeno Gregorio.
- 2° testamento dell'egumeno Gregorio redatto su pergamena.[5][15]
- Diploma di Adelasia del 1109, il primo redatto su carta.

## Elenco abati
- ? - 1105 maggio, XIII indizione. Gregorio.[5]
- ?, Blasio.
- 1171, Bonifacio.[5]
- 1305, Melezio.[5]
- 1400 - 1409, Agnato.[16]